# Marphysa antipathum
Marphysa antipathum är en ringmaskart som beskrevs av Pourtales 1869. Marphysa antipathum ingår i släktet Marphysa och familjen Eunicidae. Inga underarter finns listade i Catalogue of Life.